# Pilumnus koepckei
Pilumnus koepckei ist eine Krabbe aus der Familie der Pilumnidae.
Der Holotypus wurde von Hans-Wilhelm Koepcke in Cancas, Peru, gesammelt.

## Beschreibung
Bei Pilumnus koepckei ist der Carapax glatt und von hinten nach vorne stark gewölbt. Im vorderen Teil ist er locker und steif beborstet. Sein Vorderseitenrand weist drei spitze Zähne auf, die basal mit steifen einzelnen Borsten versehen sind. Der Carapax des männlichen Holotypus ist 12 mm breit und 9 mm lang bei einer Körperhöhe von 7 mm. Die Palma der großen Schere nur grob granuliert, kaum bedornt, dazwischen beborstet. Der 1. Gonopod ist schlank und von schwanenhalsähnlichem Aussehen sowie in der Krümmung einseitig beborstet.

## Verbreitung und Lebensraum
Pilumnus koepckei ist im peruanischen Crustaceen-Katalog enthalten, bisher gibt es von dort keine neuen Funde. Die Art wurde auch aus Ecuador und Mexiko gemeldet. Sie lebt im Flachwasser mariner Sandstrände, aber auch bis zu einer Tiefe von 4 Faden (= ca. 7,3 m).